# Druk Gyaltsuen
La Druk Gyaltsuen (que en dzongkha significa Reina Dragón) es la reina consorte del Reino de Bután, título otorgado a la esposa del monarca reinante denominado Druk Gyalpo (Rey Dragón).
La reina consorte actual de Bután es Jetsun Pema Wangchuck, la 5ª Druk Gyaltsuen. Es la portadora de la Corona de Fénix, de seda cosida a mano.

## Lista de Druk Gyaltsuen

### Dinastía Wangchuck
Esta es la lista de las Druk Gyaltsuen del Reino de Bután desde que la Dinastía Wangchuck accedió al trono butanés en el año 1907:
| Imagen | Nombre             | Druk Gyalpo                    | Reina desde | Reina hasta |
| ------ | ------------------ | ------------------------------ | ----------- | ----------- |
|        | Tsundue Pema Lhamo | Ugyen Wangchuck                | 1907        | 1922        |
|        | Phuntsho Choden    | Jigme Wangchuck                | 1926        | 1952        |
|        | Pema Dechen        | Jigme Wangchuck                | 1932        | 1952        |
|        | Kesang Choden      | Jigme Dorji Wangchuck          | 1952        | 1972        |
|        | Dorji Wangmo       | Jigme Singye Wangchuck         | 1979        | 2006        |
|        | Tshering Pem       | Jigme Singye Wangchuck         | 1979        | 2006        |
|        | Tshering Yangdon   | Jigme Singye Wangchuck         | 1979        | 2006        |
|        | Sangay Choden      | Jigme Singye Wangchuck         | 1979        | 2006        |
|        | Jetsun Pema        | Jigme Khesar Namgyel Wangchuck | 2011        | Presente    |

## Línea temporal

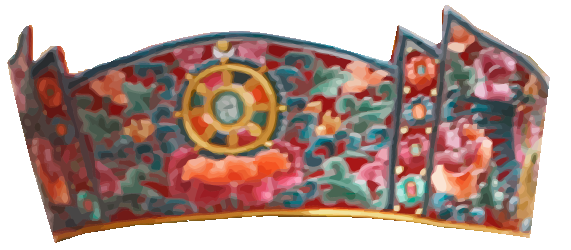
Corona de fénix de la Reina Dragón.